# Корниола, Феличе
Феличе Корниола (VIII век) — византийский военачальник. В 739 году вместо Доменико Леоне был назначен военным магистром Венеции.